# Шалара
Шалара (словен. Šalara) — поселення в общині Копер, Регіон Обално-крашка, Словенія. Висота над рівнем моря: 104,6 м.